# Human Within
Human Within ist eine interaktive Science-Fiction-360°-VR-Experience. Der Actionfilm ist eine deutsch-kanadische Koproduktion und wurde vom Actrio Studio in Leipzig, Berlin und Köln realisiert. Regie führte Anne Weigel. Der Zuschauer schlüpft in dem interaktiven Film in die Rolle der Cyber-Ingenieurin Linh, deren Geist in der Technologie gefangen ist, die sie und ihre Schwester Nyla entwickelt haben. Human Within ist seit Anfang Januar 2025  im Meta Store verfügbar.

## Handlung
Die Schwestern Nyla und Linh haben eine Technologie entwickelt, mit der menschliches Bewusstsein in den digitalen Raum übertragen werden kann.
Die Entscheidungen der Spieler bestimmen nicht nur den Verlauf der Geschichte, sondern auch eines von fünf möglichen Enden.

## Produktion
Human Within ist von einer Reihe klassischer Science-Fiction-Geschichten inspiriert, darunter Filme wie Der Rasenmähermann und Transcendence, in denen sich Menschen mit Technologien auseinandersetzen müssen.
Human Within wurde von Signal Space Lab unter der kreativen Leitung von Avi Winkler entwickelt und von der deutschen Produktionsfirma Actrio Studio sowie der Regisseurin Anne Weigel unterstützt. Die Regisseurin war zuvor überwiegend für Kurz- und Werbefilme tätig. Die Produktion begann 2019 mit der Drehbuchentwicklung und Prototyping.
Der Film erhielt von der Filmstiftung eine Förderung in Höhe von 300.000 Euro. Weitere Mittel kamen von Meta, dem Canada Media Fund und dem Medienboard Berlin-Brandenburg.
Die Australierin Alia Seror-O'Neill, bekannt aus Filmen wie On the Line, spielt die IT-Expertin Nyla und die deutsch-türkische Schauspielerin Aleyna Cara ihre Schwester Linh. In weiteren Rollen sind Malik Blumenthal, Farba Dieng und Ken Duken zu sehen.
Die Dreharbeiten wurden im Dezember 2023 abgeschlossen. Als Kameramann fungierte Philip Reinhold, der mit einer 360-Grad-Kamera arbeitete.
Die Weltpremiere fand im Oktober 2024 beim FIVARS Festival in Toronto statt. Seit 9. Januar 2025 ist Human Within im Meta Store verfügbar.